# 松田次生
松田 次生（まつだ つぎお、1979年6月18日 - ）は、日本のレーシングドライバー。三重県桑名市出身。
愛称は「究極のGT-Rオタク」。

## プロフィール
- 身長：175cm
- 体重：68kg
- 血液型：RH+A
- 愛車：スカイラインGT-Rを5台(ハコスカ、R32、R33、R34[Z tuneエアロ装着、フルチューン]、NISMO 400R)、GT-R(R35 08モデル、GT-R nismo MY20)を所有する他、エルグランド 、C35 ローレル（MT換装ドリフト仕様）、ノートニスモS、ER34も所有している。(GT-R nismo MY17 所有歴あり)
- 趣味：鉄道模型
  - 地元三重テレビでのレギュラー番組への出演時や鈴鹿でのレース時には桑名の実家へ戻りNゲージの自作レイアウトで車両を走らせる。この自作レイアウトは鉄道模型専門誌やレース雑誌にも度々紹介された。また東京の自宅にいるときはレンタルレイアウトへ足を運んで車両を走らせる。最近はHOゲージにも手を伸ばし始めている。またとあるイベントに参加した当日が、ブルートレイン｢富士・はやぶさ｣の最終運行当日であったために、トークショーで悔しがっていたという根っからの鉄道ファンでもある。愛知県愛西学園弥富高校卒業。

## 経歴
幼少時から大の車好きで、遊園地のゴーカート（特に鈴鹿サーキット）が大好きな少年だった。中学生時代は陸上競技に熱中したが、故障をきっかけに陸上競技を断念。その後、カートショップの門を叩いたことがレーシングドライバーへのきっかけとなる。
- 1993年 - カート競技を開始。カート競技は1997年まで続け、それほど目立った成績は上げられなかった。
- 1996年 - CIK-FIAアジア・パシフィック・カート選手権・ICAクラスで優勝したことで注目され始めた。このレースは、フォーミュラカーへの登竜門として注目され、世界各地から有力若手ドライバーが参集することでも有名なレースであった。
- 1997年 - 鈴鹿サーキットレーシングスクール・フォーミュラクラス（SRS-F）に入校。同期生には、後にF1で活躍する佐藤琢磨や、ドイツF3選手権でシリーズチャンピオンになった金石年弘らがおり、彼らは通称『華の3期生』と呼ばれている。このSRS-F時代に熱心にライバル達のドライビングを研究し切磋琢磨したことで、スカラシップ生の一人として選ばれた。
- 1998年 ‐ 中嶋企画から全日本F3選手権に参戦し、ランキング4位でシーズンを終えた。また、同年には山西康司の代役としてフォーミュラ・ニッポン第5戦にスポット参戦し、地元鈴鹿サーキットで初戦ながら6位入賞を果たす。
- 1999年 - マカオGPで4位に入賞するなどして、ホンダ期待の有望若手ドライバーとして業界での評価が高まっていった。
- 2000年 - 中嶋企画からフォーミュラ・ニッポンにフル参戦を果たすと共に、全日本GT選手権・GT500クラスにも第5戦よりチームテイクワンから参戦。以降は両シリーズを主戦場としている。
  - この年のフォーミュラ・ニッポン第3戦美祢で初優勝を飾っているが、これは日本人による最年少初優勝記録となった。その後、フォーミュラ・ニッポンでは2001年～2002年は中嶋企画から参戦するも、チームメイトのラルフ・ファーマンの後塵を拝し低迷、2003年～2004年はセルモから参戦するもトップ争いには絡めず、2005年は5ZIGENから参戦し、最終戦でポールポジションを獲得した。
  - また全日本GT選手権（現・SUPER GT）には2001年～2005年まで中嶋企画よりフル参戦。特に2002年は、ラルフ・ファーマンと共に、脇阪寿一・飯田章組のエッソウルトラフロースープラとシリーズチャンピオンを最後まで争った。
- 2006年 - ホンダから日産系のホシノインパル及びNISMOに移籍。2005年のシーズン・オフからF1（テストドライバー契約）やGP2・IRL等の海外移籍を含め様々な噂が流れる中で、国内有力のライバルチームへの移籍という選択を行った。この移籍劇は、フォーミュラ・ニッポンやGTにおいて時折優勝するものの、まだ一度もタイトルホルダーになったことがないことが影響しているものと思われた。フォーミュラ・ニッポンにおいては、第5戦オートポリスで久々に勝利し、ドライバーランキングもチームメイトのブノワ・トレルイエについで2位となり、チーム部門でのタイトル獲得に貢献するなど一定の成果を上げた。SUPER GTでも第8戦オートポリスで勝利しており、オートポリスは鈴鹿と共に松田次生の得意とするサーキットの一つとなっている。
- 2007年 - 引き続き、フォーミュラ・ニッポンにはホシノインパルから、SUPER GTはNISMOから参戦し、フォーミュラ・ニッポンでは未勝利ながら初のシリーズチャンピオンとなった[2]。
- 2008年 - フォーミュラ・ニッポンのみならず、SUPER GTでもホシノインパルから参戦し、SUPER GTでは新規に投入されたGT-Rをドライブ。フォーミュラニッポンでは「0勝チャンピオン」と揶揄された前年から一転、開幕3連勝をふくめ圧倒的な速さでシリーズを支配した。そして最終戦前の第7戦富士で史上初の2連覇を達成した。SUPER GTでも、第6戦インターナショナルPOKKA1000kmと最終戦富士300kmで優勝を飾った。
- 2009年 - 前年同様にフォーミュラ・ニッポンとSUPER GTともにホシノインパルより参戦した。フォーミュラ・ニッポンはこの年は苦戦し、わずか11ポイントでシリーズ11位に終わり、SUPER GTも未勝利に終わり36ポイントでシリーズ11位となった。
- 2010年 - ホシノインパルの活動縮小のため、ついにフォーミュラ・ニッポンのシートを喪失した。しかしKONDO Racingのフォーミュラ・ニッポン復帰においてシートを獲得し、第4戦もてぎよりフォーミュラ・ニッポンの舞台に復帰し、第5戦菅生で久々のポイントを獲得した。SUPER GTでは第4戦マレーシアで08年最終戦富士300km以来の優勝を果たし、シリーズ5位となった。
- 2011年 - スポンサー不足から再びシートを喪失、ついにポイントレースで1度も走ることが出来なかった。しかしJAFグランプリ（富士スプリントカップ）では欠場したアレキサンドレ・インペラトーリに代わりKCMGからスポット参戦、決勝レースこそスタート直後の接触でフロントウイング交換を余儀なくされたことで完走した14台中最下位に終わるも、フリー走行でいきなり3番手をマークするなど地力を見せた。また同年より、NISMOが開発を進めている日産・リーフ（レース仕様車）の開発ドライバーに起用されている。
- 2012年 - 2009年以来3年ぶり（シリーズそのものは2年ぶり）にインパルからフォーミュラ・ニッポンにレギュラー参戦する。SUPER GTにも同じチームでGT500に参戦し、第6戦の富士では独走で優勝を果たした（チームメイトはジョアオ・パオロ・デ・オリベイラ）。
- 2013年 ‐ 引き続きホシノインパルからオリベイラと組んでSUPER GTのGT500クラスに参戦、第3戦で優勝するもその後は表彰台獲得もなくランキング6位に終わる。アジアン・ルマン・シリーズや世界耐久選手権（WEC）にKCMGからスポット参戦。
- 2014年 - 7年ぶりにNISMOへ復帰、ロニー・クインタレッリと組んで参戦。第3戦オートポリスでシーズン初優勝を飾ると、次戦のSUGOではノーポイントに終わるもののその後の富士・鈴鹿と2戦続けて2位表彰台を獲得。ランキング3位で迎えた最終戦もてぎはポールポジションからスタートし、1周目でタイトルを争うジェームズ・ロシターとジョアオ・パオロ・デ・オリベイラが接触するという荒れたレースとなったが、2位の伊藤大輔に50秒もの大差をつけて圧勝。ランキングトップだったロシターが10位に終わったため2000年(当時の名称は全日本GT選手権)の参戦以来15年目にして悲願のSUPER GT初タイトルを獲得、涙を見せた。前年に引き続き、世界耐久選手権（WEC）にKCMGからスポット参戦。
- 2015年-昨年に引き続きNISMOからロニー・クインタレッリと組んでスーパーGTへ参戦。またル・マン24時間レースにも、日産ワークスドライバーとしてGT-R LM NISMO21号車で参戦。スーパーGTは、第2戦富士の優勝以降、不運なレースが続いたが自身でも10キロを超えるダイエットに臨み、フィジカルを鍛えた結果、第7戦オートポリスでカルソニック IMPUL GT-Rの安田裕信と激闘の末に優勝。最終戦もてぎでは、予選12位からドライバー2人の走りで2位表彰台を獲得。その結果、逆転で総合優勝を勝ち取る。昨年の最終戦に続き、歓喜の涙を見せる。相方ロニーもゴールの瞬間号泣。2年連続総合優勝。
- 2016年-3年連続で、NISMOからスーパーGTに参戦。引き続き、ロニー・クインタレッリとの黄金コンビでスーパーGT初の三連覇にチャレンジする。初戦の岡山国際サーキットで、予選3番手から圧巻の優勝。初戦の優勝はNISMOとして8年ぶり。続く第二戦の富士は、ハンディウェイト40㎏の影響もあったが、予選4番手からゴール直前のカルソニックインパルGT-Rのタイヤバーストのトラブルもあり、奇跡の逆転勝利で二連勝。しかし鈴鹿1000kmでの3位走行中のガス欠やタイ戦でのクラッシュが響き、また最終戦に行われた2レースにてセッティングが決まらないなど不運に見舞われシリーズランキング3位に終わる。
- 2017年-前年と同じくNISMOから参戦する。本シーズンからのレギュレーション変更とエンジンの出力不足により、開幕から日産陣営が不調の中でも着実にポイントを稼ぎ、一時期はランキングトップに浮上する。そして、最終戦にて今シーズン初勝利を挙げたものの、結局ランキング2位に終わる。
- 2018年-前年と変わらずNISMOから参戦する。昨年以上に日産陣営が苦戦する中で、第2戦で勝利するものの、その後のレースにおいて大きくポイントを獲得できぬまま、日産最上位とはいえNISMO復帰後最低となるランキング8位に終わる。
- 2019年-スーパーフォーミュラに参戦するKCMGの監督に就任。

## エピソード

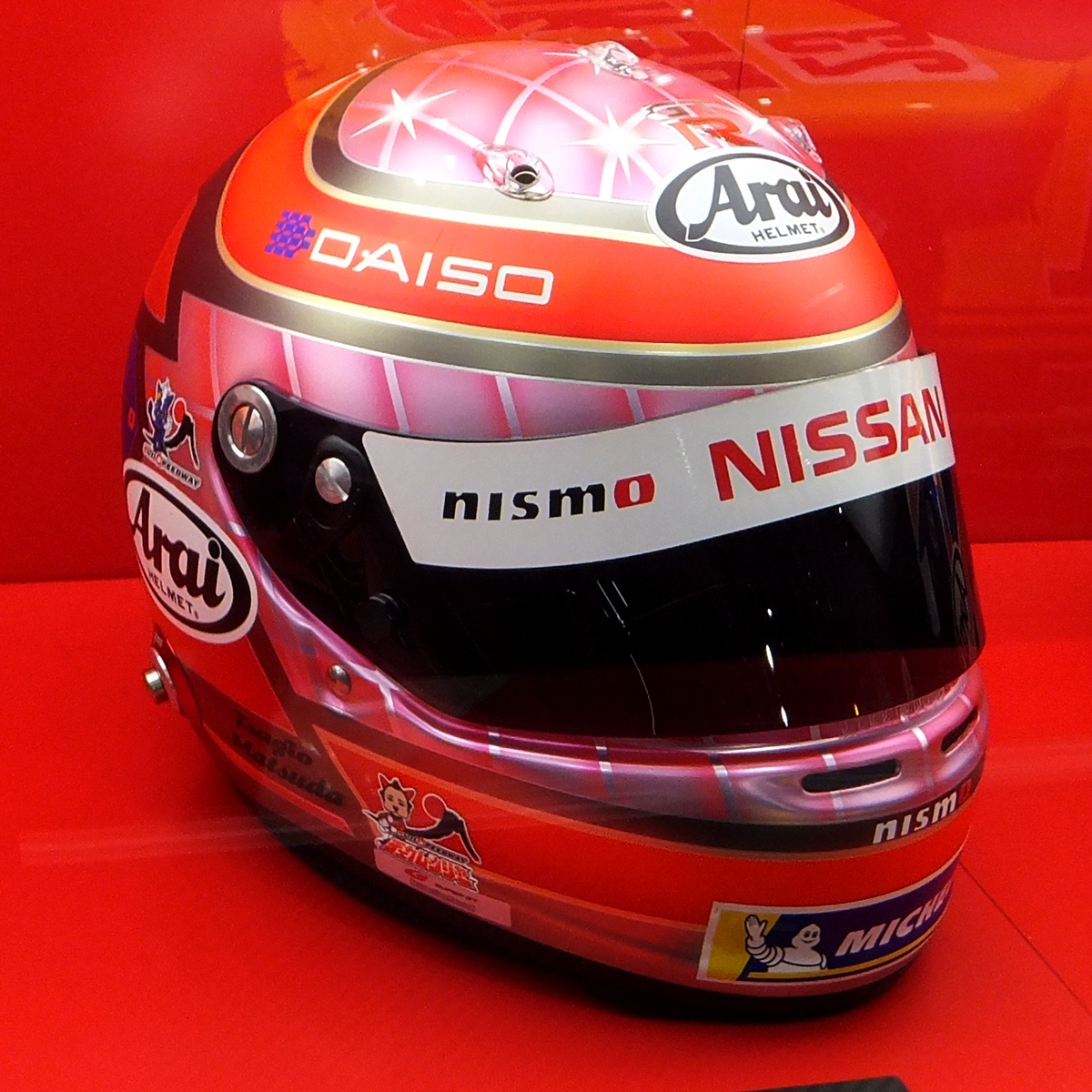
松田のヘルメット(NISMO GT-R仕様)

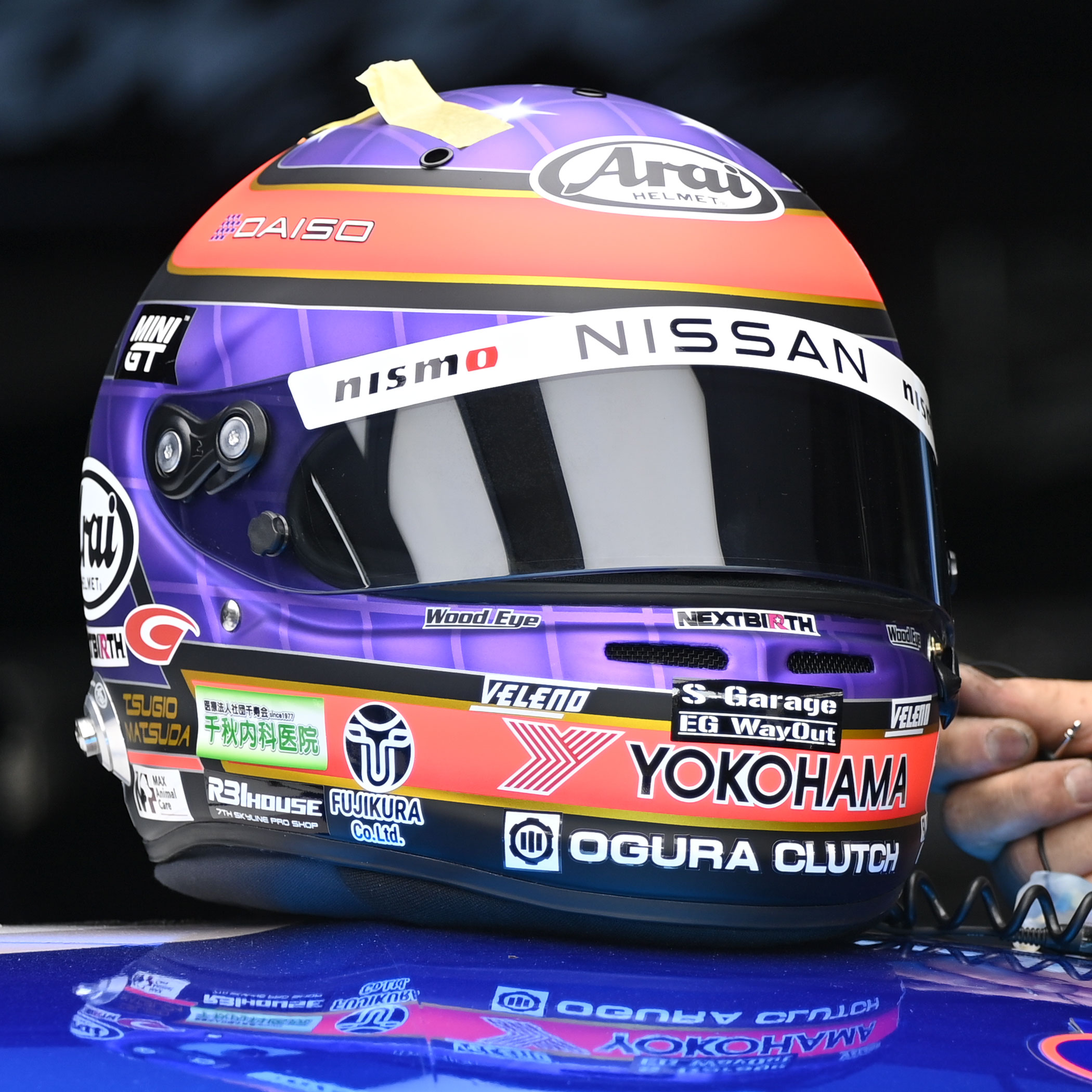
2025 NEXTBIRTH仕様

- 愛用のヘルメットデザインは頭頂部にグラデーションと星が描かれているが、これは少年時から好きだったミハエル・シューマッハのヘルメットデザインから影響を受け「真似しました（笑）」と自身で話している[3]。
- 愛猫家であり、自宅で「まる」を溺愛する様子が自身のSNSで報告される[4]。
- タイのチャーン・インターナショナル・サーキット第5コーナーは通称「次生コーナー」と呼ばれている。かつてはZENT (#38)との接触によるリタイアに始まり、GT300との接触によるリタイアによってポイントを得ることが出来ず、結果としてシーズンチャンピオンを逃す等、不運が重なる悪いコーナーとして有名である。
- 谷口信輝から「GT-Rオタク」と呼ばれるほど、ハコスカからR32、R33、R34、R35等幅広く所有する程GT-R好きとして知られ、雑誌やメディア等で自身のGT-Rのレギュラーの連載やコーナーも持っている[5]。
- ドリフトやチューニングカーにも造詣が深く、同じくレーシングドライバーでドリフト好きな片岡龍也や荒聖治、小暮卓史等で「滑走麗心愚」を発足し、「いかす走り屋チーム天国」等のドリフトの大会に出場したり、「ドリフトキングダム」では土屋圭市と共に審査員を務めたり[6][7]、サーキットのタイムアタックイベント等に積極的に参加している[8]。

## レース戦績
- 1993年 - カートでレースデビュー
- 1994年
  - SL中日本FR-2クラス（シリーズ6位）
  - 鈴鹿カート選手権FR-2クラス（シリーズ6位）
- 1995年 - 全日本カート選手権FSAクラス
- 1996年
  - 鈴鹿カート選手権FSAクラス（シリーズ2位）
  - CIK-FIAアジア・パシフィック・カート選手権・ICAクラス（優勝）
  - 全日本カート選手権FSAクラス
- 1997年
  - 全日本カート選手権FSAクラス（シリーズ11位）
  - SRS-Fに入校・スカラシップ獲得
- 1998年
  - 全日本選手権フォーミュラ・ニッポン＜Rd.5スポット参戦＞（PIAA NAKAJIMA RACING #64／レイナード97D  MF308）（決勝6位）
  - 全日本F3選手権（#64 SRS-Fスカラシップ／ダラーラF397 MF204B）（シリーズ4位・1勝）
  - F3マカオGP（Nakajima Honda #64 ダラーラF397・無限ホンダ／ダラーラF397 MF204B）（決勝DNF）
  - 全日本カート選手権FSAクラス
- 1999年
  - 全日本F3選手権（NAKAJIMA HONDA #64 PIAA DALLARA 無限／ダラーラF399 MF204B）（シリーズ5位）
  - F3マカオGP（NAKAJIMA HONDA #64 PIAA DALLARA 無限／ダラーラF399 MF204B）（決勝4位）
  - F3コリアGP（NAKAJIMA HONDA #64 PIAA DALLARA 無限／ダラーラF399 MF204B）（決勝DNF）
  - フォーミュラ・ドリーム＜第6戦 ゲストドライバー＞（#19 PIAA FD99／FD99 MF224）（決勝DNF）
- 2000年
  - 全日本選手権フォーミュラ・ニッポン（PIAA NAKAJIMA RACING #2／レイナード99L MF308）（シリーズ4位・1勝）
  - 全日本GT選手権・GT500クラス＜Rd.5～7＞（TEAM TAKE ONE #30 綜警 McLarenGTR／McLaren F-1 19R GTR）（シリーズ19位）
- 2001年
  - 全日本選手権フォーミュラ・ニッポン（PIAA NAKAJIMA RACING #1／レイナード2KL MF308）（シリーズ10位）
  - 全日本GT選手権・GT500クラス（Mobil 1 NAKAJIMA RACING #64 Mobil 1 NSX／NSX NA2 C32B）（シリーズ8位・1勝）
  - スーパー耐久シリーズ＜Rd.4 スポット参戦＞（#94 FORWARD S2000ED／AP1）（総合7位）
- 2002年
  - 全日本選手権フォーミュラ・ニッポン（PIAA NAKAJIMA RACING #1／レイナード01L MF308）（シリーズ5位）
  - 全日本GT選手権・GT500クラス（Mobil 1 NAKAJIMA RACING #64 Mobil 1 NSX／NSX NA2 C32B）（シリーズ2位・3勝）
- 2003年
  - 全日本選手権フォーミュラ・ニッポン（COSMO OIL RACING TEAM CERUMO #11／ローラB351 MF308）（シリーズ11位）
  - 全日本GT選手権・GT500クラス（Mobil 1 NAKAJIMA RACING #64 Mobil 1 NSX／NSX NA2 C32B）（シリーズ11位）
- 2004年
  - 全日本選手権フォーミュラ・ニッポン（COSMO OIL RACING TEAM CERUMO #11／ローラB351 MF308）（シリーズ11位）
  - 全日本GT選手権・GT500クラス（EPSON NAKAJIMA RACING #32 EPSON NSX／NSX NA2 C30A）（シリーズ8位・1勝）
- 2005年
  - 全日本選手権フォーミュラ・ニッポン（TEAM 5ZIGEN #11／ローラB351 MF308）（シリーズ7位）
  - SUPER GT・GT500クラス（NAKAJIMA RACING #32 EPSON NSX／NSX NA2 C32B）（シリーズ9位）
- 2006年
  - 全日本選手権フォーミュラ・ニッポン（mobilecast TEAM IMPUL #20／ローラB06/51 RV8J）（シリーズ2位・1勝）
  - SUPER GT・GT500クラス（NISMO #23 XANAVI NISMO Z／フェアレディZ Z33 VQ30DETT）（シリーズ6位・1勝）
  - 第13回十勝24時間レース・GTクラス（#74 アラビアンオアシスZ／フェアレディZ Z33）（総合7位・クラス優勝）
- 2007年
  - 全日本選手権フォーミュラ・ニッポン（mobilecast TEAM IMPUL #2／ローラB06/51 RV8J）（シリーズチャンピオン）
  - SUPER GT・GT500クラス（NISMO #22 MOTUL AUTECH  Z／フェアレディZ Z33 VK45DE）（シリーズ5位）
  - 第14回十勝24時間レース・ST3クラス（KARURA RACING #113 カルラレーシング☆ings北海Z）（総合7位･クラス2位）
- 2008年
  - 全日本選手権フォーミュラ・ニッポン（LAWSON TEAM IMPUL #1／ローラB06/51 RV8J）（シリーズチャンピオン・5勝）
  - SUPER GT・GT500クラス（TEAM IMPUL #12 カルソニックインパル GT-R／GT-R R35 VK45DE）（シリーズ5位・2勝）
- 2009年
  - 全日本選手権フォーミュラ・ニッポン（LAWSON TEAM IMPUL #1／スウィフト017.n RV8K）（シリーズ11位）
  - SUPER GT・GT500クラス（TEAM IMPUL #12 IMPUL カルソニック GT-R／GT-R R35 VK45DE）（シリーズ11位）
- 2010年
  - 全日本選手権フォーミュラ･ニッポン＜Rd.4~FSC＞（KONDO RACING #3／スウィフト017.n RV8K）（シリーズ14位）
  - SUPER GT・GT500クラス（TEAM IMPUL #12 カルソニック IMPUL GT-R／GT-R R35 VRH34A）（シリーズ5位・1勝）
- 2011年
  - 全日本選手権フォーミュラ･ニッポン＜FSC＞（SGC by KCMG #18／スウィフト017.n RV8K）
  - SUPER GT・GT500クラス（TEAM IMPUL #12 カルソニック IMPUL GT-R／GT-R R35 VRH34A→VRH34B）（シリーズ5位・1勝）
- 2012年
  - 全日本選手権フォーミュラ･ニッポン（TEAM IMPUL #20／スウィフト017.n RV8K）（シリーズ8位）
  - SUPER GT・GT500クラス（TEAM IMPUL #12 カルソニック IMPUL GT-R／GT-R R35 VRH34B）（シリーズ4位・1勝）
- 2013年
  - 全日本選手権スーパーフォーミュラ（Lenovo TEAM IMPUL #20／スウィフト017.n RV8K）（シリーズ6位）
  - SUPER GT・GT500クラス（TEAM IMPUL #12 カルソニック IMPUL GT-R／GT-R R35 VRH34B）（シリーズ9位・1勝）
  - FIA世界耐久選手権・LMP2クラス＜Rd.6スポット参戦＞（KCMG #18 モーガン・LMP2／VK45DE）
  - アジアン・ル・マン・シリーズ・LMP2クラス＜Rd.4スポット参戦＞（KCMG #18 モーガン・LMP2／VK45DE）
- 2014年
  - SUPER GT・GT500クラス（NISMO #23 MOTUL AUTECH GT-R／GT-R NR20A）（シリーズチャンピオン・2勝）
  - FIA世界耐久選手権・LMP2クラス＜Rd.1&4スポット参戦＞（KCMG #18 オレカ・03／VK45DE）
- 2015年
  - SUPER GT・GT500クラス（NISMO #1 MOTUL AUTECH GT-R／GT-R NR20A）（シリーズチャンピオン・2勝）
  - ル・マン24時間レース・LMP1クラス（Nissan Motorsport #21 NISSAN GT-R LM NISMO）
- 2016年
  - SUPER GT・GT500クラス（NISMO #1 MOTUL AUTECH GT-R／GT-R NR20A）（シリーズ3位・2勝）
  - ル・マン24時間レース・LMP2クラス（KCMG #47 オレカ05／VK45DE）
- 2017年 - SUPER GT・GT500クラス（NISMO #23 MOTUL AUTECH GT-R／GT-R NR20A）（シリーズ2位・1勝）
- 2018年
  - SUPER GT・GT500クラス（NISMO #23 MOTUL AUTECH GT-R／GT-R NR20A）（シリーズ8位・1勝）
  - ブランパンGTシリーズアジア・Pro-Amクラス＜Rd.1&2スポット参戦＞（KCMG #18 NISSAN GT-R NISMO GT3）
  - 鈴鹿10時間耐久レース・Proクラス（KCMG #018 NISSAN GT-R NISMO GT3）
- 2019年
  - SUPER GT・GT500クラス（NISMO #23 MOTUL AUTECH GT-R／GT-R NR20A）（シリーズ3位）
  - ニュルブルクリンク24時間レース・SP9クラス（KONDO RACING #45 NISSAN GT-R NISMO GT3）（決勝9位）
  - スパ・フランコルシャン24時間レース・Proクラス（KCMG #35 NISSAN GT-R NISMO GT3）
  - 鈴鹿10時間耐久レース・Proクラス（KCMG #018 NISSAN GT-R NISMO GT3）（決勝6位）
- 2020年
  - SUPER GT・GT500クラス（NISMO #23 MOTUL AUTECH GT-R／GT-R NR20B）（シリーズ6位・2勝）
  - スーパー耐久シリーズ・ST-Xクラス＜Rd.1スポット参戦＞（MP Racing #9 MP Racing GT-R）
- 2021年
  - SUPER GT・GT500クラス（NISMO #23 MOTUL AUTECH GT-R／GT-R NR4S21）（シリーズ9位・1勝）
  - スーパー耐久シリーズ・ST-Xクラス＜Rd.3スポット参戦＞（MP Racing #9 MP Racing GT-R）
- 2022年
  - SUPER GT・GT500クラス（NISMO #23 MOTUL AUTECH Z／フェアレディZ NR4S21）（シリーズ7位）
  - スーパー耐久シリーズ・ST-3クラス（FKS TEAM FUKUSHIMA #311 Team Fukushima Z34）
- 2023年
  - SUPER GT・GT500クラス（NISMO #23 MOTUL AUTECH Z／フェアレディZ NR4S21）（シリーズ3位・1勝）
  - スーパー耐久シリーズ・ST-3クラス（TEAM ZEROONE #25 raffinèe 日産メカニックチャレンジ Z）
- 2024年
  - SUPER GT・GT500クラス（KONDO RACING #24 リアライズコーポレーション ADVAN Z／フェアレディZ NR4S24）（シリーズ14位）
  - スーパー耐久シリーズ・ST-Zクラス（TEAM ZEROONE #25 raffinèe 日産メカニックチャレンジ Z NISMO GT4）
- 2025年
  - SUPER GT・GT500クラス（KONDO RACING #24 リアライズコーポレーション ADVAN Z／フェアレディZ NR4S24）[9]
  - スーパー耐久シリーズ・ST-Zクラス（TEAM ZEROONE #25 raffinèe 日産メカニックチャレンジ Z NISMO GT4）

### 主な成績
- 全日本F3選手権 （通算勝利数・1勝）（最高シリーズランキング・4位-1998年）
- 全日本選手権フォーミュラ・ニッポン （通算勝利数・7勝）（最高シリーズランキング・1位-2007/2008年）
- 全日本GT選手権 & SUPER GT （通算勝利数・24勝）（最高シリーズランキング・1位-2014/2015年）

### フォーミュラ

#### 全日本フォーミュラ3選手権
| 年     | チーム         | シャシー     | エンジン     | クラス | 1     | 2     | 3     | 4       | 5     | 6     | 7     | 8     | 9      | 10     | 順位 | ポイント |
| ------ | -------------- | ------------ | ------------ | ------ | ----- | ----- | ----- | ------- | ----- | ----- | ----- | ----- | ------ | ------ | ---- | -------- |
| 1998年 | NAKAJIMA HONDA | ダラーラF397 | 無限・MF204B |        | SUZ 5 | TSU   | MIN 6 | FSW 6   | TRM 1 | SUZ   | SUG 3 | TAI 8 | SEN 18 | SUG 11 | 4位  | 17       |
| 1999年 | NAKAJIMA HONDA | ダラーラF399 | 無限・MF204B |        | SUZ 9 | TSU 7 | FSW 2 | MIN Ret | FSW 4 | SUZ 3 | SUG 3 | TAI 5 | TRM 3  | SUZ    | 5位  | 23       |

- 太字はポールポジション、斜字はファステストラップ。(key)

#### フォーミュラ・ニッポン/スーパーフォーミュラ
| 年     | チーム                       | シャシー          | エンジン | 1       | 2       | 3       | 4       | 5       | 5       | 6       | 6       | 7       | 7        | 8       | 9       | 10      | 順位 | ポイント |
| ------ | ---------------------------- | ----------------- | -------- | ------- | ------- | ------- | ------- | ------- | ------- | ------- | ------- | ------- | -------- | ------- | ------- | ------- | ---- | -------- |
| 1998年 | PIAA NAKAJIMA RACING         | レイナード・97D   | 無限     | SUZ     | MIN     | FSW     | TRM     | SUZ 6   | SUZ 6   | SUG     | SUG     | MIN     | MIN      | FSW     | SUZ     |         | 15位 | 1        |
| 2000年 | PIAA NAKAJIMA RACING         | レイナード・99L   | 無限     | SUZ 12  | TRM 3   | MIN 1   | FSW 16  | SUZ 5   | SUZ 5   | SUG 11  | SUG 11  | TRM 4   | TRM 4    | FSW Ret | MIN 3   | SUZ 3   | 4位  | 27       |
| 2001年 | PIAA NAKAJIMA RACING         | レイナード・2KL   | 無限     | SUZ Ret | TRM 3   | MIN 8   | FSW Ret | SUZ 5   | SUZ 5   | SUG 5   | SUG 5   | FSW Ret | FSW Ret  | MIN Ret | TRM 9   | SUZ 9   | 8位  | 10       |
| 2002年 | PIAA NAKAJIMA RACING         | レイナード・01L   | 無限     | SUZ 3   | FSW 10  | MIN 2   | SUZ Ret | TRM 13  | TRM 13  | SUG 5   | SUG 5   | FSW Ret | FSW Ret  | MIN 4   | TRM 4   | SUZ 6   | 5位  | 19       |
| 2003年 | COSMO OIL RACING TEAM CERUMO | ローラ・B351      | 無限     | SUZ 5   | FSW 9   | MIN Ret | TRM Ret | SUZ 15  | SUZ 15  | SUG 6   | SUG 6   | FSW 5   | FSW 5    | MIN 5   | TRM 14  | SUZ Ret | 11位 | 7        |
| 2004年 | COSMO OIL RACING TEAM CERUMO | ローラ・B351      | 無限     | SUZ 4   | SUG Ret | TRM 12  | SUZ 9   | SUG DSQ | SUG DSQ | MIN 12  | MIN 12  | SEP 4   | SEP 4    | TRM 5   | SUZ Ret |         | 11位 | 7        |
| 2005年 | TEAM 5ZIGEN                  | ローラ・B351      | 無限     | TRM 10  | SUZ 2   | SUG Ret | FSW 3   | SUZ 6   | SUZ 6   | MIN 4   | MIN 4   | FSW 9   | FSW 9    | TRM 10  | SUZ 8   |         | 7位  | 14       |
| 2006年 | mobilecast TEAM IMPUL        | ローラ・B06/51    | トヨタ   | FSW 2   | SUZ 9   | TRM 5   | SUZ 2   | AUT 1   | AUT 1   | FSW 7   | FSW 7   | SUG 3   | SUG 3    | TRM 2   | SUZ 2   |         | 2位  | 37       |
| 2007年 | mobilecast TEAM IMPUL        | ローラ・B06/51    | トヨタ   | FSW 2   | SUZ 2   | TRM 3   | OKA 3   | SUZ 4   | SUZ 4   | FSW 13  | FSW 13  | SUG 5   | SUG 5    | TRM 5   | SUZ 4   |         | 1位  | 46       |
| 2008年 | LAWSON TEAM IMPUL            | ローラ・B06/51    | トヨタ   | FSW 1   | SUZ 1   | TRM 1   | OKA Ret | SUZ1 1  | SUZ2 8  | TRM1 2  | TRM2 2  | FSW1 4  | FSW2 5   | SUG 1   |         |         | 1位  | 93.5     |
| 2009年 | LAWSON TEAM IMPUL            | スウィフト・017.n | トヨタ   | FSW Ret | SUZ Ret | TRM 6   | FSW Ret | SUZ 12  | SUZ 12  | TRM 5   | TRM 5   | AUT 7   | AUT 7    | SUG 7   |         |         | 11位 | 11       |
| 2010年 | KONDO RACING                 | スウィフト・017.n | トヨタ   | SUZ     | TRM     | FSW     | TRM Ret | SUG 8   | SUG 8   | AUT Ret | AUT Ret | SUZ1 14 | SUZ2 9   |         |         |         | 15位 | 1        |
| 2012年 | TEAM IMPUL                   | スウィフト・017.n | トヨタ   | SUZ 8   | TRM 6   | AUT 4   | FSW 5   | TRM 7   | TRM 7   | SUG Ret | SUG Ret | SUZ1 2  | SUZ2 Ret |         |         |         | 8位  | 20       |
| 2013年 | Lenovo TEAM IMPUL            | スウィフト・017.n | トヨタ   | SUZ 2   | AUT 5   | FSW 16  | TRM 13  | INJ C   | INJ C   | SUG 5   | SUG 5   | SUZ1 4  | SUZ2 16  |         |         |         | 6位  | 18.5     |

- 太字はポールポジション、斜字はファステストラップ。(key)

### 全日本GT選手権/SUPER GT
| 年     | チーム                  | 使用車両               | クラス | 1       | 2       | 3       | 4       | 5       | 6       | 7       | 8       | 9      | 順位 | ポイント |
| ------ | ----------------------- | ---------------------- | ------ | ------- | ------- | ------- | ------- | ------- | ------- | ------- | ------- | ------ | ---- | -------- |
| 2000年 | TEAM TAKE ONE           | マクラーレン・F1GTR    | GT500  | TRM     | FSW     | SUG     | FSW     | TAI 4   | MIN Ret | SUZ Ret |         |        | 19位 | 10       |
| 2001年 | Mobil 1 NAKAJIMA RACING | ホンダ・NSX            | GT500  | TAI 3   | FSW 12  | SUG 14  | FSW 6   | TRM 1   | SUZ Ret | MIN Ret |         |        | 8位  | 38       |
| 2002年 | Mobil 1 NAKAJIMA RACING | ホンダ・NSX            | GT500  | TAI 1   | FSW 11  | SUG Ret | SEP 1   | FSW 12  | TRM 14  | MIN 6   | SUZ 1   |        | 2位  | 74       |
| 2003年 | Mobil 1 NAKAJIMA RACING | ホンダ・NSX            | GT500  | TAI 5   | FSW 6   | SUG 8   | FSW 13  | FSW 9   | TRM Ret | AUT 2   | SUZ 12  |        | 11位 | 36       |
| 2004年 | EPSON NAKAJIMA RACING   | ホンダ・NSX            | GT500  | TAI 10  | SUG 4   | SEP 9   | TOK 6   | TRM 1   | AUT 12  | SUZ 5   |         |        | 8位  | 42       |
| 2005年 | NAKAJIMA RACING         | ホンダ・NSX            | GT500  | OKA 5   | FSW 8   | SEP 5   | SUG 13  | TRM 10  | FSW 2   | AUT 14  | SUZ 10  |        | 9位  | 38       |
| 2006年 | NISMO                   | 日産・フェアレディZ    | GT500  | SUZ 2   | OKA Ret | FSW 4   | SEP 5   | SUG 2   | SUZ DSQ | TRM 14  | AUT 1   | FSW 11 | 6位  | 69       |
| 2007年 | NISMO                   | 日産・フェアレディZ    | GT500  | SUZ 5   | OKA 3   | FSW 2   | SEP 10  | SUG Ret | SUZ 6   | TRM 2   | AUT 4   | FSW 9  | 5位  | 63       |
| 2008年 | TEAM IMPUL              | 日産・GT-R             | GT500  | SUZ Ret | OKA 2   | FSW 9   | SEP 14  | SUG     | SUZ 1   | TRM 11  | AUT 10  | FSW 1  | 5位  | 61       |
| 2009年 | TEAM IMPUL              | 日産・GT-R             | GT500  | OKA 4   | SUZ 3   | FSW 15  | SEP 7   | SUG 8   | SUZ 5   | FSW 15  | AUT Ret | TRM 7  | 11位 | 36       |
| 2010年 | TEAM IMPUL              | 日産・GT-R             | GT500  | SUZ Ret | OKA 4   | FSW 6   | SEP 1   | SUG 4   | SUZ 12  | FSW C   | TRM 5   |        | 5位  | 47       |
| 2011年 | TEAM IMPUL              | 日産・GT-R             | GT500  | OKA 1   | FSW 14  | SEP 15  | SUG 13  | SUZ 3   | FSW 2   | AUT 10  | TRM 9   |        | 5位  | 49       |
| 2012年 | TEAM IMPUL              | 日産・GT-R             | GT500  | OKA 10  | FSW 5   | SEP 5   | SUG Ret | SUZ 4   | FSW 1   | AUT 10  | TRM 10  |        | 4位  | 45       |
| 2013年 | TEAM IMPUL              | 日産・GT-R             | GT500  | OKA 6   | FSW 5   | SEP 1   | SUG Ret | SUZ 4   | FSW 6   | AUT Ret | TRM 13  |        | 9位  | 46       |
| 2014年 | NISMO                   | 日産・GT-R NISMO GT500 | GT500  | OKA 7   | FSW 8   | AUT 1   | SUG 14  | FSW 2   | SUZ 2   | CHA 10  | TRM 1   |        | 1位  | 81       |
| 2015年 | NISMO                   | 日産・GT-R NISMO GT500 | GT500  | OKA 13  | FSW 1   | CHA 5   | FSW 4   | SUZ 7   | SUG 6   | AUT 1   | TRM 2   |        | 1位  | 79       |
| 2016年 | NISMO                   | 日産・GT-R NISMO GT500 | GT500  | OKA 1   | FSW 1   | SUG 9   | FSW 4   | SUZ 6   | CHA 14  | TRM 9   | TRM 7   |        | 3位  | 62       |
| 2017年 | NISMO                   | 日産・GT-R NISMO GT500 | GT500  | OKA 7   | FSW 4   | AUT 5   | SUG 4   | FSW 2   | SUZ 2   | CHA 9   | TRM 1   |        | 2位  | 82       |
| 2018年 | NISMO                   | 日産・GT-R NISMO GT500 | GT500  | OKA 5   | FSW 1   | SUZ 6   | CHA 12  | FSW 9   | SUG 7   | AUT 15  | TRM 7   |        | 8位  | 43       |
| 2019年 | NISMO                   | 日産・GT-R NISMO GT500 | GT500  | OKA 2†  | FSW 2   | SUZ Ret | CHA 11  | FSW 3   | AUT 13  | SUG 3   | TRM 8   |        | 3位  | 52.5     |
| 2020年 | NISMO                   | 日産・GT-R NISMO GT500 | GT500  | FSW 11  | FSW 9   | SUZ 1   | TRM 8   | FSW 11  | SUZ 1   | TRM 7   | FSW 9   |        | 6位  | 51       |
| 2021年 | NISMO                   | 日産・GT-R NISMO GT500 | GT500  | OKA Ret | FSW Ret | SUZ 1   | TRM 9   | SUG 9   | AUT 3   | TRM 15  | FSW 7   |        | 9位  | 41       |
| 2022年 | NISMO                   | 日産・Z GT500          | GT500  | OKA 3   | FSW 4†  | SUZ 12  | FSW 14  | SUZ 5   | SUG 2   | AUT 14  | MOT 13  |        | 7位  | 37       |
| 2023年 | NISMO                   | 日産・Z GT500          | GT500  | OKA 1   | FSW 7   | SUZ 13  | FSW 13  | SUZ Ret | SUG 2   | AUT 10  | MOT 2   |        | 3位  | 56       |
| 2024年 | KONDO RACING            | 日産・Z NISMO GT500    | GT500  | OKA 12  | FSW 13  | SUZ 9   | FSW 14  | SUZ 15  | SUG 13  | AUT 12  | MOT 8   |        | 14位 | 8        |
| 2025年 | KONDO RACING            | 日産・Z NISMO GT500    | GT500  | OKA 11  | FSW     | SEP     | FSW     | SUZ     | SUG     | AUT     | MOT     |        | NC*  | 0*       |

- 太字はポールポジション、斜字はファステストラップ。(key)
- † : ハーフポイント。レース周回数が75%未満で終了したため、得点が半分となる。

### スポーツカー

#### アジアン・ル・マン・シリーズ
| 年     | チーム | 使用車両       | クラス | 1   | 2   | 3   | 4     | 順位 | ポイント |
| ------ | ------ | -------------- | ------ | --- | --- | --- | ----- | ---- | -------- |
| 2013年 | KCMG   | モーガン・LMP2 | LMP2   | INJ | FSW | ZHU | SEP 2 | 9位  | 19       |

- 太字はポールポジション、斜字はファステストラップ。(key)

#### FIA 世界耐久選手権
| 年     | チーム | 使用車両            | クラス | 1     | 2   | 3       | 4     | 5   | 6     | 7   | 8   | 順位 | ポイント |
| ------ | ------ | ------------------- | ------ | ----- | --- | ------- | ----- | --- | ----- | --- | --- | ---- | -------- |
| 2013年 | KCMG   | モーガン・LMP2      | LMP2   | SIL   | SPA | LMN     | SAO   | COA | FSW 6 | SHA | BHR | NC   | 0        |
| 2014年 | KCMG   | オレカ・03          | LMP2   | SIL 2 | SPA | LMN     | COA 1 | FSW | SHA   | BHR | SÃO | 7位  | 43       |
| 2015年 | NISMO  | 日産・GT-R LM NISMO | LMP1   | SIL   | SPA | LMN Ret | NUR   | COA | FSW   | SHA | BHR | NC   | 0        |

(key)

#### ル・マン24時間レース
| 年     | チーム | コ・ドライバー                              | 使用車両            | クラス | 周回 | 順位 | クラス 順位 |
| ------ | ------ | ------------------------------------------- | ------------------- | ------ | ---- | ---- | ----------- |
| 2015年 | NISMO  | ルーカス・オルドネス マルク・シュルジツキー | 日産・GT-R LM NISMO | LMP1   | 115  | DNF  | DNF         |
| 2016年 | KCMG   | リチャード・ブラッドレー マシュー・ハウソン | オレカ・05-日産     | LMP2   | 116  | DNF  | DNF         |

#### ニュルブルクリンク24時間レース
| 年     | チーム       | コ・ドライバー                   | 使用車両             | クラス | 周回 | 総合順位 | クラス順位 |
| ------ | ------------ | -------------------------------- | -------------------- | ------ | ---- | -------- | ---------- |
| 2019年 | KONDO Racing | 高星明誠 藤井誠暢 トム・コロネル | 日産・GT-R NISMO GT3 | SP9    | 154  | 9位      | 8位        |

#### 富士24時間レース
| 年     | チーム       | コ・ドライバー                                      | 使用車両             | クラス | 周回 | 総合順位 | クラス順位 |
| ------ | ------------ | --------------------------------------------------- | -------------------- | ------ | ---- | -------- | ---------- |
| 2020年 | MP Racing    | JOE SHINDO 柴田優作 影山正美 井上恵一 田中優輝      | 日産・GT-R NISMO GT3 | ST-X   | 516  | 4位      | 4位        |
| 2021年 | MP Racing    | JOE SHINDO 柴田優作 影山正美 元嶋佑弥 井上恵一      | 日産・GT-R NISMO GT3 | ST-X   | 473  | DNF      | DNF        |
| 2022年 | NISMO        | 平手晃平 ロニー・クインタレッリ 佐々木大樹 星野一樹 | 日産・フェアレディZ  | ST-Q   | 502  | 49位     | 5位        |
| 2023年 | NISMO        | 平手晃平 佐々木大樹 高星明誠                        | 日産・フェアレディZ  | ST-Q   | 685  | 8位      | 1位        |
| 2024年 | TEAM ZEROONE | 植松忠雄 佐藤公哉 名取鉄平                          | 日産・Z NISMO GT4    | ST-Z   | 13   | DNF      | DNF        |

## テレビ出演
- 三重テレビ放送「ワクドキ!元気」「とってもワクドキ!」

「ワクドキ!」シリーズ開始以来、火曜日レギュラーとして出演している。
- F1グランプリ

## ラジオ出演
- 松田次生と小倉茂徳のモーターホームレディオ　らじこん